# 프랭크 우드
프랭크 우드(Frank Wood, 1960년 3월 1일 ~ )는 미국의 배우, 성우이다.

## 출연 작품
- 더 페놈 (2016년)
- 골드 (2016년) - 스코티 네빈스 역
- 세인트 빈센트 (2014년) - 매기 담당 변호사 역
- 굿바이 버클리 (2012년) - 개리 루카스 역
- 더 미싱 퍼슨 (2009년)
- 체인질링 (2008년)
- Flakes (2007)
- 시네도키, 뉴욕 (2007년)
- 댄 인 러브 (2007년) - 하워드 역
- 마이클 클레이튼 (2007년)
- 페이버 (2006년)
- 더 언디저브드 (2004년)
- 킨 (2004년)
- 천사의 아이들 (2002년)
- 목격자 (2002년) - 마이클 웜리 역
- 로얄 테넌바움 (2001년) - 호텔 지배인 역
- 스몰 타임 크룩스 (2000년)
- D-13 (2000년)
- 다운 투 유 (2000년)

### 텔레비전
- 로앤오더 (1998)
- 소프라노스 (2001)
- 서드 워치 (2001)
- 뉴욕 특수수사대 (2002)
- 고스트 & 크라임 (2004)
- 플라이트 오브 더 콩코즈 (2007-09)
- 모던 패밀리 (2012)
- 그레이 아나토미 (2012)
- 성범죄수사대: SVU (2012-21)
- 엘리멘트리 (2013)
- 더 닉 (2014-15)
- 걸스 (2016)
- 블랙리스트 (2019)
- 불 (2021)
- 이블 (2021)
- 크라우디드 (2023)